# Oued Melliz
Oued Melliz (arabisch وادي مليز, DMG Wādī Mallīz) ist eine tunesische Stadt im Gouvernement Jendouba mit 2188 Einwohnern (Stand: 2004).

## Geographie
20 Kilometer östlich von Oued Melliz befindet sich die Stadt Jendouba. Oued Melliz befindet sich an dem Fluss Medjerda.